# Unité urbaine de Reims
L'unité urbaine de Reims est une unité urbaine française centrée sur la commune de Reims, première ville du département de la Marne qui fait partie de la région Grand Est. Elle se situe au 32e rang de par sa taille.
Elle fait partie de la catégorie des grandes agglomérations urbaines de la France, c'est-à-dire ayant plus de 200 000 habitants.

## Données générales
Dans le zonage réalisé par l'Insee en 2010, l'unité urbaine était composée de sept communes, toutes situées dans le département de la Marne, plus précisément dans l'arrondissement de Reims.
Dans le nouveau zonage réalisé en 2020, elle est composée de neuf communes, les communes de Bezannes et Champigny ayant été ajoutées au périmètre.
En 2022, avec 214 544 habitants, elle constitue la 1re unité urbaine du département de la Marne, devançant l'unité urbaine de Châlons-en-Champagne, deuxième agglomération de ce département. Elle occupe le 5e rang régional en région Grand Est, après les agglomérations de Strasbourg, Nancy, Metz et Mulhouse. Au niveau national, elle se situe au 32e rang.
En 2022, sa densité de population s'élève à 2 009 hab/km2, ce qui en fait de loin l'unité urbaine la plus densément peuplée du département de la Marne.
Par sa superficie, elle ne représente que 1,31 % du territoire départemental mais, par sa population, elle regroupe 38 % de la population du département de la Marne en 2022, soit plus d'un tiers de la population départementale.

Agglomérations de plus de 100000 habitants en France en 2022.

## Composition 2020 de l'unité urbaine
L'unité urbaine de Reims est composée des 9 communes suivantes :
| Nom                    | Code Insee | Département | Statut       | Superficie (km2) | Population (dernière pop. légale) | Densité (hab./km2) | Modifier                                    |
| ---------------------- | ---------- | ----------- | ------------ | ---------------- | --------------------------------- | ------------------ | ------------------------------------------- |
| Reims (ville-centre)   | 51454      | Marne       | ville-centre | 46,90            | 178 478 (2022)                    | 3 806              | modifier les données · modifier les données |
| Bétheny                | 51055      | Marne       | banlieue     | 19,90            | 7 030 (2022)                      | 353                | modifier les données · modifier les données |
| Bezannes               | 51058      | Marne       | banlieue     | 8,01             | 4 456 (2022)                      | 556                | modifier les données · modifier les données |
| Champigny              | 51118      | Marne       | banlieue     | 4,49             | 1 616 (2022)                      | 360                | modifier les données · modifier les données |
| Cormontreuil           | 51172      | Marne       | banlieue     | 4,62             | 6 454 (2022)                      | 1 397              | modifier les données · modifier les données |
| Saint-Brice-Courcelles | 51474      | Marne       | banlieue     | 4,16             | 3 546 (2022)                      | 852                | modifier les données · modifier les données |
| Saint-Léonard          | 51493      | Marne       | banlieue     | 3,04             | 100 (2022)                        | 33                 | modifier les données · modifier les données |
| Taissy                 | 51562      | Marne       | banlieue     | 11,53            | 2 202 (2022)                      | 191                | modifier les données · modifier les données |
| Tinqueux               | 51573      | Marne       | banlieue     | 4,15             | 10 662 (2022)                     | 2 569              | modifier les données · modifier les données |

## Évolution démographique
L'évolution démographique ci-dessous concerne l'unité urbaine dans le zonage de 2020.
| 1968    | 1975    | 1982    | 1990    | 1999    | 2006    | 2011    | 2016    | 2022    |
| ------- | ------- | ------- | ------- | ------- | ------- | ------- | ------- | ------- |
| 169 636 | 200 035 | 202 876 | 210 673 | 217 826 | 214 476 | 211 870 | 215 451 | 214 544 |

#### Données générales
- Unité urbaine
- Aire d'attraction d'une ville
- Liste des unités urbaines de France

#### Données démographiques en rapport avec l'unité urbaine de Reims
- Aire d'attraction de Reims
- Arrondissement de Reims

#### Données démographiques en rapport avec la Marne
- Démographie de la Marne